# هاوارد یورگنسن
هاوارد یورگنسن (انگلیسی: Håvard Jørgensen؛ زادهٔ ۲۶ سپتامبر ۱۹۷۵) موسیقی‌دان، آهنگساز اهل نروژ است. وی از سال ۱۹۹۲ میلادی تاکنون مشغول فعالیت بوده‌است.